# Henri VII de Luxembourg
Pour les articles homonymes, voir Henri VII.
Henri VII de Luxembourg (né vers 1278/1279 à Valenciennes et mort le 24 août 1313 à Buonconvento, aux environs de Sienne) est un prince de la maison de Luxembourg, fils du comte Henri VI. Il succède à son père en tant que comte de Luxembourg en 1288. Élu roi des Romains en 1308 sous le nom d'Henri VIII après l'assassinat d'Albert Ier de Habsbourg, il est sacré empereur le 29 juin 1312.
Pendant la courte période de son règne, une première étape de l'accession des Luxembourg au pouvoir est franchie avec l'acquisition du royaume de Bohême. Henri est le premier roi germanique à recevoir la couronne impériale depuis l'époque de Frédéric II de Hohenstaufen et le premier des trois souverains du Saint-Empire issus de la dynastie des Luxembourg. Néanmoins, l'approche de rétablissement de l'Empire (renovatio imperii) qu'il a adoptée l'entraînait dans un conflit avec les guelfes en Italie, le roi Robert d'Anjou et le pape Clément V. Sur la frontière occidentale, ses politiques provoquent l'opposition du roi Philippe IV de France.

## Biographie
Henri est le fils aîné du comte Henri VI de Luxembourg (1240-1288) et de son épouse Béatrice († 1321), fille de Baudoin d'Avesnes de la dynastie des comtes de Hainaut. La date exacte de sa naissance n'est pas connue. Il était encore mineur au moment où son père fut protagoniste dans la guerre de Succession du Limbourg et tomba sur le champ de bataille de Worringen le 5 juin 1288. Henri VII est éduqué dans la tradition de la chevalerie à la cour de France. Sa langue maternelle est le français. Le chroniqueur Albertino Mussato (1261-1329) l'a décrit comme un homme frêle, de grandeur moyenne, aux cheveux roux et à la peau claire ; son caractère et ses qualités remarquables furent loués par l'écrivain Giovanni Villani (v.1276-1348).
Ayant succédé à son père encore mineur, le jeune comte règne personnellement dès l'an 1294 sur le Luxembourg. Par un serment général de fidélité, Henri VII se place sous la protection du roi de France Philippe IV le Bel. Son comté, bien qu'il fût un État du Saint-Empire, borde au royaume de France à l'ouest. Pendant la guerre de Guyenne qui, de 1294 à 1297, oppose la France au royaume d'Angleterre, il ne participe guère aux combats mais profite de ce conflit pour attaquer les domaines de son voisin le comte Henri III de Bar. En 1305, il est aux côtés du roi Philippe IV lors du couronnement du pape Clément V à Lyon. Son frère cadet, Baudouin de Luxembourg est élu en 1307 archevêque de Trèves. L'archevêché de Trêves est voisin du Luxembourg et couvre la vallée de la Moselle jusqu'au Rhin ce qui renforce localement la puissance de la Maison de Luxembourg.

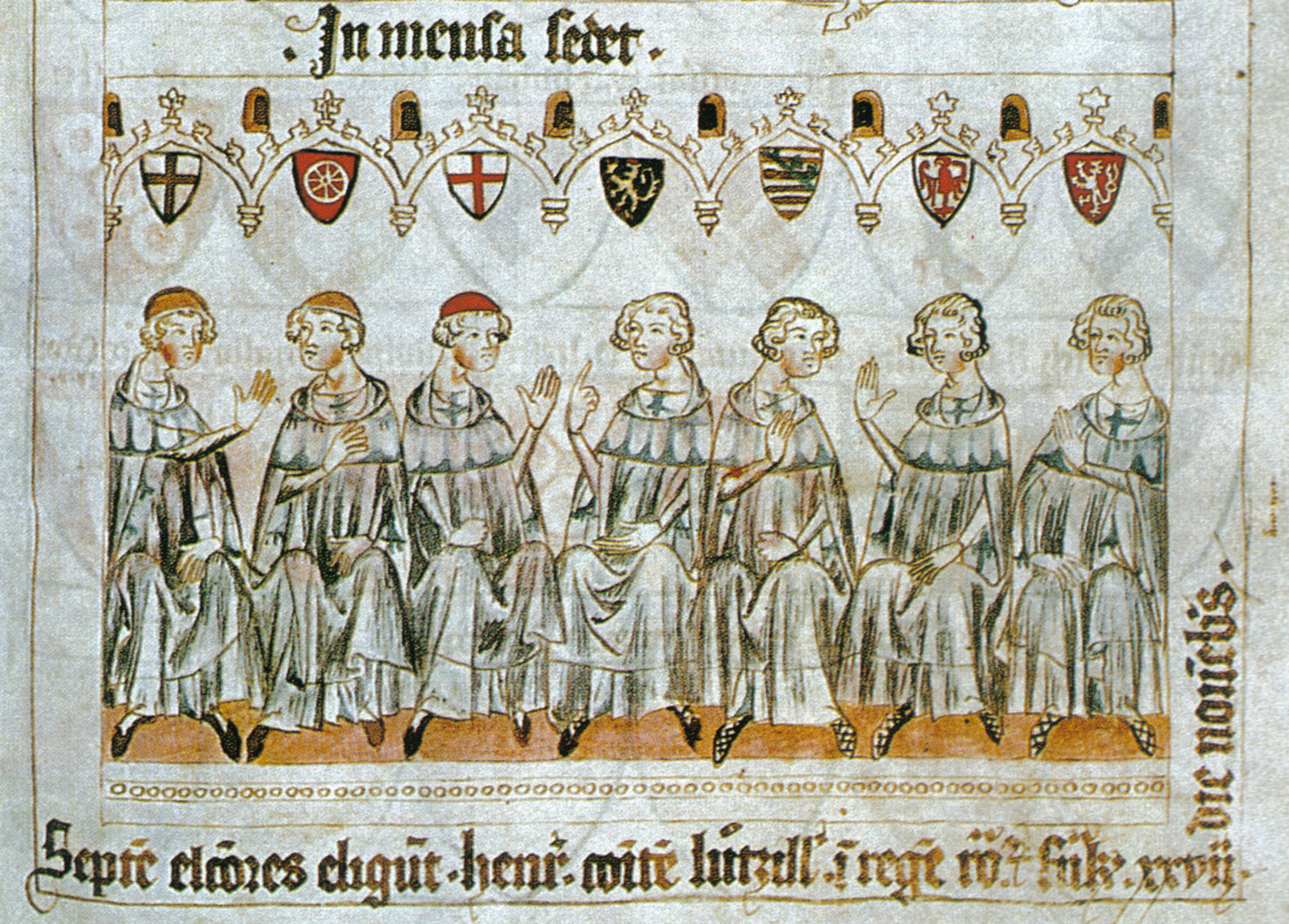
Les sept princes-électeurs choisissent Henri VII, Codex Balduini, vers 1340.

Le 1er mai 1308, l'empereur Albert Ier de Habsbourg est assassiné par son neveu Jean de Souabe. Plusieurs prétendants à la couronne impériale se font connaître, notamment Frédéric le Bel, fils et héritier d'Albert, mais aussi Charles de Valois, frère de Philippe le Bel. Face à ses deux princes issues de lignée puissantes, le choix du collège électoral se porte sur le comte Henri VII souverain d'un petit pays qui ne semble pas devoir représenter une menace pour les intérêts des princes souverains de l'Empire : une succession dynastique au sein de la Maison de Habsbourg  ne servait pas leurs intérêts et le pape Clément, sous la pression accrue du roi de France en raison du procès de l'ordre du Temple, a exprimé des réserves quant à la candidature d'un Capétien. Le soutien de son frère Baudouin, membre du collège électoral en sa qualité d'archevêque de Trèves, est déterminant pour l'élection du comte de Luxembourg au titre de roi des Romains.
Le 27 novembre 1308, Henri est élu par tous les membres du collège présents à Francfort : les archevêques Baudouin de Trèves, Pierre de Mayence et Henri II de Cologne, ainsi que le comte palatin Rodolphe Ier du Palatinat, le duc Rodolphe Ier de Saxe-Wittemberg et le margrave Valdemar de Brandebourg. Ayant pressenti son échec, le roi de Bohême, Henri de Carinthie, ne participa pas à l'assemblée et le prince Français s'abstint d'y paraître. Henri VII et son épouse Marguerite de Brabant furent couronnés roi et reine le 6 janvier 1309 à Aix-la-Chapelle.
L'autorité impériale a considérablement souffert sous le règne de ses prédécesseurs Adolphe de Nassau et Albert de Habsbourg en conflit permanent avec les princes. Henri tenta de s'entendre avec les Habsbourg récemment désavoués par l'élection de 1308 ; en même temps, il a reconnu les droits de la Confédération suisse des III cantons (Uri, Schwytz et Unterwald) pour augmenter son influence sur la région, notamment sur la route importante qui mène au col du Saint-Gothard. Avec le soutien de l'aristocratie, son fils Jean est élu roi de Bohême en 1310 après avoir épousé Élisabeth, une sœur de l'ancien roi Venceslas III, dernier rejeton de la dynastie des Přemyslides éteinte en 1306 ; les Habsbourg de leur côté ayant renoncé au trône à Prague. Henri opère également un rapprochement avec les souverains de la maison de Wittelsbach et a pu recouvrer en accord avec les princes de vastes domaines impériaux détachés pendant le Grand Interrègne, notamment sur le Rhin supérieur ; en Souabe, il est intervenu en raison de la politique agressive du comte Eberhard de Wurtemberg. Il est resté prudent sur les affaires du nord de la Germanie, comme dans la marche de Misnie et dans le landgraviat de Thuringe sous la domination de Frédéric le Mordu et la maison de Wettin.
Henri VII se rend avec son armée en Italie en 1310 pour recevoir la couronne impériale, restée sans titulaire depuis la mort de Frédéric II de Hohenstaufen en 1250. Il entend restaurer la gloire du Saint-Empire romain germanique et rétablit le pouvoir impérial dans certaines régions d'Italie du Nord, face à la résistance de la commune de Florence. Cependant, il entre en querelle avec les guelfes, notamment dans les cités libres de Toscane, et ses manières autoritaires suscitent l'inquiétude du roi de Naples Robert d'Anjou et du pape Clément V. Ainsi se succèdent des affrontements, où il prend Crémone puis Brescia en 1311 tandis que le légat du pape Arnaud de Faugères  tente de l'inciter à la clémence. Aussi le Pape tarde à le couronner empereur et ne se déplace pas. C'est pourquoi Henri VII est sacré par trois cardinaux, dont Arnaud de Pellegrue, le 29 juin 1312 au palais du Latran, après de longues négociations infructueuses, faute de pouvoir être couronné dans la basilique Saint Pierre, aux mains de ses adversaires ligués contre lui.

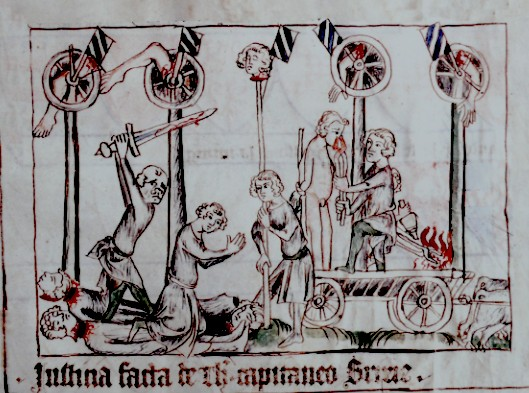
Torture et exécution du capitaine Theobaldo Brusatiho au siège de Brescia, XIVe siècle.

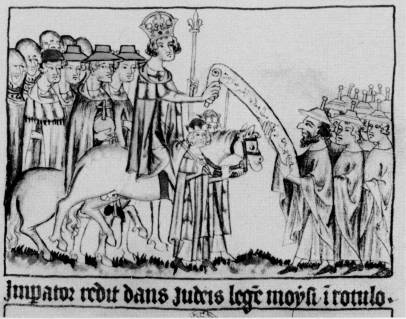
Henri VII confirme une loi aux Juifs, Rome, 1312.

Robert étant nominalement son vassal, Henri cherche à le punir en s'alliant à Frédéric de Sicile, mais il meurt de la malaria en allant à sa rencontre.
Après sa mort, le pouvoir impérial se délite en Italie, tandis que le titre d'empereur, disputé par plusieurs prétendants dont Frédéric de Habsbourg et Louis IV de Wittelsbach, demeure vacant pendant la plus grande partie de la décennie suivante.

## Généalogie

### Mariage et descendance
Henri VII épouse le 9 juin 1292 Marguerite de Brabant (1276-1311), fille de Jean Ier, duc de Brabant et de Marguerite de Dampierre. Ils ont trois enfants :
- Jean Ier l'Aveugle (1296-1346), comte de Luxembourg et roi de Bohême ;
- Marie (1304-1324), mariée à 1322 à Charles IV, roi de France ;
- Béatrice[3] (1305-1319), mariée en 1318 à Charles Robert, roi de Hongrie.